# 1962年の読売ジャイアンツ
1962年の読売ジャイアンツでは、1962年の読売ジャイアンツの動向をまとめる。
この年の読売ジャイアンツは、川上哲治監督の2年目のシーズンである。

## 概要
川上監督となって初の日本一奪回を果たした前年の勢いをそのままチームは開幕からまずまずのスタートを切った。6月までは阪神や大洋と首位を争い、7月には入団以来長く伸び悩んだ王貞治が荒川博打撃コーチ指導の一本足打法で本塁打を量産するなど明るい話題もあった。しかし、夏場以降は前年優勝を争った中日に抜かれて4位に転落すると、阪神・大洋とのゲーム差が広がり最後は1947年以来15年ぶり、そして2リーグに分裂して以来初のBクラスで終了した。投手陣では日本麦酒から加入した城之内邦雄がエースにのし上がり、第2次黄金時代末期を支えた藤田元司が復活してまずまずの成績を残し、チーム防御率2.47はリーグ2位。打撃陣でも長嶋茂雄や王など主軸打者は活躍したが、それ以外は低調に終わり連覇はならず川上監督が正力松太郎オーナーに辞表を提出。しかし、「来シーズンも川上君にやってもらう」という正力オーナーの鶴の一声で川上監督の続投が決まった。対戦成績では阪神・大洋と互角だったものの、5位の広島に12勝14敗1分と負け越し、大きく貯金したのは国鉄戦（17勝9敗1分）だった。

## チーム成績

### レギュラーシーズン
| 1 | 中 | 国松彰     |
| 2 | 左 | 高林恒夫   |
| 3 | 一 | 王貞治     |
| 4 | 三 | 長嶋茂雄   |
| 5 | 右 | 宮本敏雄   |
| 6 | 捕 | 森昌彦     |
| 7 | 遊 | 広岡達朗   |
| 8 | 二 | 藤本伸     |
| 9 | 投 | 城之内邦雄 |

| 順位 | 4月終了時 | 4月終了時 | 5月終了時 | 5月終了時 | 6月終了時 | 6月終了時 | 7月終了時 | 7月終了時 | 8月終了時 | 8月終了時 | 最終成績 | 最終成績 |
| ---- | --------- | --------- | --------- | --------- | --------- | --------- | --------- | --------- | --------- | --------- | -------- | -------- |
| 1位  | 大洋      | --        | 大洋      | --        | 大洋      | --        | 阪神      | --        | 阪神      | --        | 阪神     | --       |
| 2位  | 阪神      | 0.0       | 阪神      | 1.0       | 阪神      | 2.5       | 大洋      | 2.0       | 大洋      | 2.5       | 大洋     | 4.0      |
| 3位  | 巨人      | 1.0       | 巨人      | 1.5       | 巨人      | 4.5       | 巨人      | 8.0       | 中日      | 6.5       | 中日     | 5.0      |
| 4位  | 中日      | 1.5       | 国鉄      | 5.0       | 国鉄      | 6.0       | 中日      | 9.5       | 巨人      | 8.0       | 巨人     | 8.0      |
| 5位  | 広島      | 1.5       | 中日      | 5.0       | 中日      | 10.0      | 国鉄      | 12.5      | 広島      | 16.5      | 広島     | 19.0     |
| 6位  | 国鉄      | 2.0       | 広島      | 5.5       | 広島      | 13.0      | 広島      | 16.0      | 国鉄      | 20.5      | 国鉄     | 24.0     |

| 順位 | 球団             | 勝 | 敗 | 分 | 勝率 | 差   |
| 1位  | 阪神タイガース   | 75 | 55 | 3  | .577 | 優勝 |
| 2位  | 大洋ホエールズ   | 71 | 59 | 4  | .546 | 4.0  |
| 3位  | 中日ドラゴンズ   | 70 | 60 | 3  | .538 | 5.0  |
| 4位  | 読売ジャイアンツ | 67 | 63 | 4  | .515 | 8.0  |
| 5位  | 広島カープ       | 56 | 74 | 4  | .431 | 19.0 |
| 6位  | 国鉄スワローズ   | 51 | 79 | 4  | .392 | 24.0 |

## オールスターゲーム1962
- 選出選手及びスタッフ

| ポジション | 名前     | 選出回数 |
| ---------- | -------- | -------- |
| 監督       | 川上哲治 |          |
| 投手       | 中村稔   | 初       |
| 捕手       | 森昌彦   | 3        |
| 一塁手     | 王貞治   | 3        |
| 三塁手     | 長嶋茂雄 | 5        |
| 外野手     | 坂崎一彦 | 初       |

- 太字はファン投票による選出。

## できごと
- 5月27日 - 山崎正之がイースタン・リーグの対大洋戦において完全試合を達成。ウェスタン・リーグを含め、二軍公式戦ではノーヒットノーランを含めて初の無安打無得点記録となった[3]。
- 7月1日 - 王貞治が対大洋戦（川崎）において一本足打法を初披露。第2打席で本塁打を記録するなど、この日3安打。
- 9月15日 - 藤田元司が対広島戦（広島）で12勝目を挙げ、プロ通算100勝を達成[4]。

## 表彰選手
- 新人王：城之内邦雄
- 本塁打王：王貞治（38本、初受賞）
- 打点王：王貞治（85打点、初受賞）
- 最多安打：長嶋茂雄（151安打、5年連続5度目）
- ベストナイン：

森昌彦（捕手、2年連続2度目）
王貞治（一塁手、初受賞）
長嶋茂雄（三塁手、5年連続5度目）